# Acadêmicos da Diversidade
Grêmio Recreativo Escola de Samba Acadêmicos da Diversidade (ou simplesmente Acadêmicos da Diversidade) é uma escola de samba da cidade do Rio de Janeiro. A escola não possui quadra. Os santos padroeiros são Nossa Senhora Aparecida e São Sebastião.

## Segmentos

### Presidentes
| Nome                          | Mandato             | Ref.  |
| ----------------------------- | ------------------- | ----- |
| Deodônio Neto "Deodônio Fogo" | Fundação-atualmente | [ 4 ] |

### Diretores
| Ano   | Diretor de Carnaval                                 | Diretor geral de harmonia      | Mestre de bateria | Ref.  |
| ----- | --------------------------------------------------- | ------------------------------ | ----------------- | ----- |
| 2019  | Ismael Costa, André Araújo, Lívia e Cláudio da Vovó | Cláudio da Vovó                | Pica-Pau          | [ 4 ] |
| 2020  | Daniel Arêzes                                       | Cláudio da Vovó e Carlos César | Pica-Pau          | [ 3 ] |
| 2022- | Daniel Arêzes                                       | Cláudio da Vovó e Carlos César | Washington Paz    |       |

### Comissão de Frente
| Período | Coreógrafo(a)            | Referência |
| ------- | ------------------------ | ---------- |
| 2019    | Alexandre Souza Medeiros | [ 4 ]      |
| 2020    | Ramirez Menezes          | [ 3 ]      |

### Casal de Mestre-sala e Porta-bandeira
| Nome | Período                                            | Referência |
| ---- | -------------------------------------------------- | ---------- |
| 2019 | William Barbosa e Dandara Luiza                    | [ 4 ]      |
| 2020 | Lucivan Barbosa Moreira e Dayane dos Santos Corrêa | [ 3 ]      |

### Corte de Bateria
| Período | Rainha          | Princesa       | Ref.  |
| ------- | --------------- | -------------- | ----- |
| 2019    | Karin Rodrigues | Andressa Índia | [ 4 ] |
| 2020    | Krys Correia    |                | [ 3 ] |

### Intérpretes
| Período | Intérprete oficial | Ref.  |
| ------- | ------------------ | ----- |
| 2019    | Rodrigo Serra      | [ 4 ] |
| 2020    | Diogão Pereira     | [ 3 ] |
| 2022    | Thiago Brito       |       |
| 2023-   | Tem-Tem Jr.        |       |

## Carnavais
| Ano | Colocação | Grupo | Enredo | Carnavalesco | Ref.        |
| --- | --- | --- | --- | --- | ----------- |
| 2019 | Campeã | Série E (sexta divisão)                                                                                               | Vovó Catarina das almas, cura e caridade. A história da cura por negros no Brasil Compositores: Carlos Senna e Dudu Senna                                                                                           | Ismael Costa e André Araújo                                                                                           | [ 1 ] [ 4 ] |
| 2020 | 3º lugar (Acesso) | Acesso da Intendente (quarta divisão)                                                                                 | De porto em porto, de cais em cais - Uma viagem pelo mundo em busca de descobertas, conquistas e felicidades. Almejando um Porto Seguro Compositores: Carlos Senna, Dudu Senna, Felipinho Compositor e Lucas Donato | Ismael Costa e André Araújo                                                                                           | [ 5 ] [ 3 ] |
| Inicialmente adiados para o mês de julho, os desfiles do Carnaval 2021 foram cancelados devido a pandemia de Covid-19 | Inicialmente adiados para o mês de julho, os desfiles do Carnaval 2021 foram cancelados devido a pandemia de Covid-19 | Inicialmente adiados para o mês de julho, os desfiles do Carnaval 2021 foram cancelados devido a pandemia de Covid-19 | Inicialmente adiados para o mês de julho, os desfiles do Carnaval 2021 foram cancelados devido a pandemia de Covid-19                                                                                               | Inicialmente adiados para o mês de julho, os desfiles do Carnaval 2021 foram cancelados devido a pandemia de Covid-19 | [ 6 ]       |
| 2022 | 10º Lugar | Série Prata (Sexta-feira) (terceira divisão)                                                                          | Os guardiões indígenas da floresta natural - Salve Oxóssi e a Preservação Ambiental Compositores: Carlos Senna, Dudu Senna, Jota Pê, Marquinhos Beija-Flor, Renan Diniz e Wallace Oliveira                          | Ismael Costa e Evandro Sebastian                                                                                      | [ 7 ]       |
| 2023 | 14º Lugar (Rebaixada)                                                                                                 | Série Prata (Sábado) (terceira divisão)                                                                               | Umbanda - Diversidade é Paz, Amor e Caridade! Compositores: Dudu Senna e Marquinhos Beija-Flor | Carlos Eduardo, Clark Mangabeira e Victor Marques                                                                     | [ 8 ]       |

## Títulos
| Títulos da Acadêmicos da Diversidade | Títulos da Acadêmicos da Diversidade | Títulos da Acadêmicos da Diversidade | Títulos da Acadêmicos da Diversidade | Títulos da Acadêmicos da Diversidade |
| ------------------------------------ | ------------------------------------ | ------------------------------------ | ------------------------------------ | ------------------------------------ |
| Divisão                              | Divisão                              | Títulos                              | Carnavais                            | Ref.                                 |
| link=Ficheiro:Trophy(transp).png     | Sexta Divisão                        | 1                                    | 2019                                 |                                      |